# A’ Mharconaich
Der A’ Mharconaich ist ein als Munro eingestufter, 975 m (3.199 ft) hoher Berg in Schottland. Sein gälischer Name kann in etwa mit Ort der Pferde oder Platz der Pferde übersetzt werden.
Er liegt in der Council Area Highland, knapp nördlich der Grenze zu Perth and Kinross in den Grampian Mountains östlich von Loch Ericht und südlich von Dalwhinnie in der  Berggruppe der Drumochter Hills. Die als Site of Special Scientific Interest (SSSI) ausgewiesene Berggruppe erstreckt sich westlich und östlich des Pass of Drumochter, über den mit der A9, der National Cycle Route 7 und der Highland Main Line die wichtigsten Straßen- und Eisenbahnverbindungen der Highlands in Nord-Süd-Richtung verlaufen. Der A’ Mharconaich ist der dritthöchste Munro der Drumochter Hills, die insgesamt sieben Munros sowie weitere, niedrigere Gipfel umfassen. 
Der A’ Mharconaich liegt auf der Nordseite des Coire Dhomhain, nordöstlich des etwas höheren Beinn Udlamain, an dessen Nordostgrat er sich über einen sich auf 861 Meter absenkenden Bealach mit seinem Südwestgrat anschließt. Das längliche Gipfelplateau des A’ Mharconaich verläuft in etwa von Südwest nach Nordost. Der höchste Punkt liegt im Nordosten des Plateaus. An den Gipfel schließt sich der auf seiner Ostseite mit markanten, steilen Felswänden abfallende Nordgrat an, der sich allmählich absenkt, nach Nordosten wendet und nördlich des Pass of Drumochter ausläuft. Auf seiner flacher abfallenden Westseite weist er einzelne felsige Partien auf. Auch der kurze Ostgrat besitzt steile Felswände. Während die Südostseite des Plateaus mit steilen, gras- und heidebewachsenen Hängen abfällt, ist die Nordwestseite sanfter geneigt. Zusammen mit dem nördlich benachbarten, 917 Meter hohen Geal-Chàrn umfasst sie das Coire Fhàr, dessen Talschluss auf 739 Meter Höhe auch den Übergang zwischen den beiden Gipfeln vermittelt. Auf der Südostseite vermittelt ein auf etwas über 650 m Höhe liegender Sattel den Übergang zum östlich vorgelagerten, 739 m (2.425 ft) hohen, auch als Boar of Badenoch (Keiler von Badenoch) bezeichneten Vorgipfel An Torc, der dem A’ Mharconaich als Graham-Top zugeordnet ist. Mit ihren markanten Kegelformen sind der An Torc und der südlich benachbarte, etwas höhere Meall an Dobharchain (auch als Sow of Atholl bekannt, die Wildsau von Atholl) von Norden wie von Süden weithin sichtbare Landmarken für den Pass of Drumochter.
Ausgangspunkt für eine Besteigung des A’ Mharconaich ist ein Parkplatz bei Balsporran Cottages nördlich des Pass of Drumochter an der A9. Vom Startpunkt ausgehend führt der Zugang in das Coire Fhàr. Eine direkte Aufstiegsmöglichkeit besteht aus dem Coire Fhàr entlang des Nordost- und Nordgrats, alternativ kann der Gipfel auch vom oberen Ende des Coire Fhàr und dann über den breiten Südwestgrat erreicht werden.  Viele Munro-Bagger besteigen im Rahmen einer Tour auf den A’ Mharconaich auch die benachbarten Munros Geal-Chàrn und Beinn Udlamain. Zu beiden Gipfeln bestehen hochgelegene Übergänge, die sich an den Südwestgrat anschließen. Über den Sattel auf der Südostseite kann auch der An Torc erreicht werden, der weite Aussichten über den Pass of Drumochter bietet. Der An Torc kann über seine Süd- und Südostseite auch direkt vom Pass aus bestiegen werden.

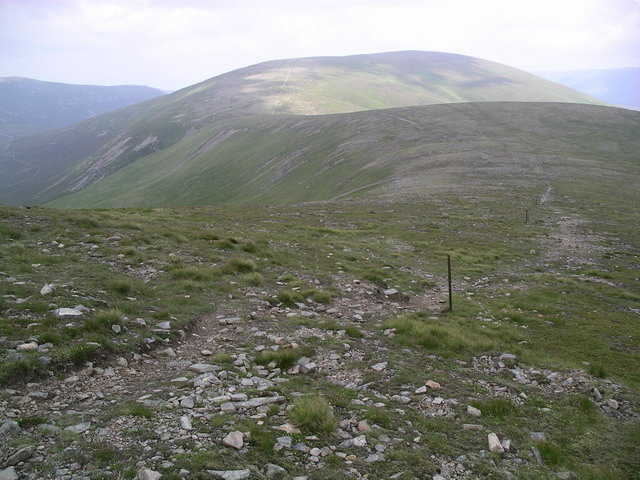
Blick entlang des Nordostgrats des Beinn Udlamain zum Gipfelplateau des A’ Mharconaich, links im Hintergrund der Geal-Chàrn
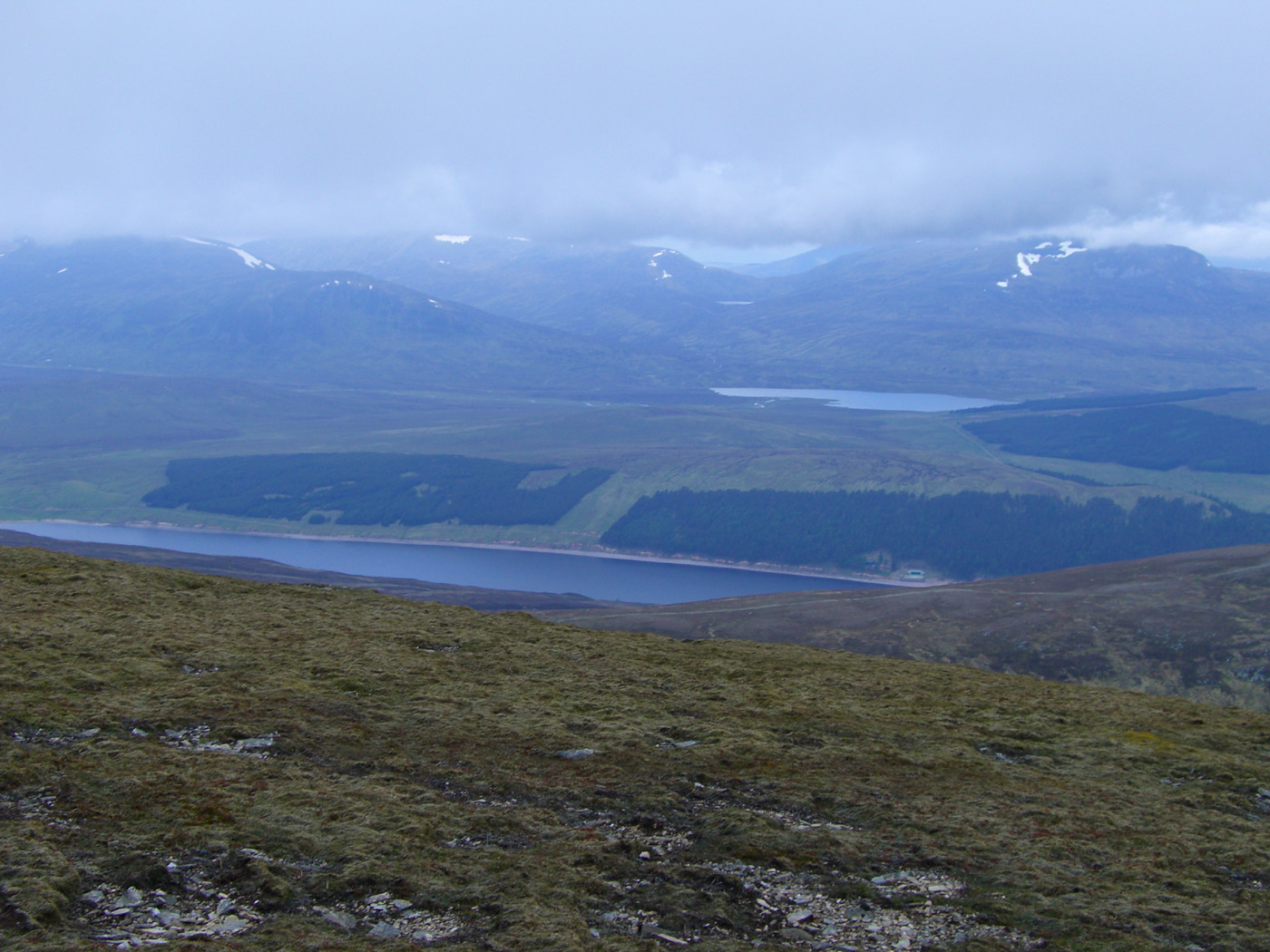
Blick vom Gipfel nach Westen über Loch Ericht und Loch Pattack
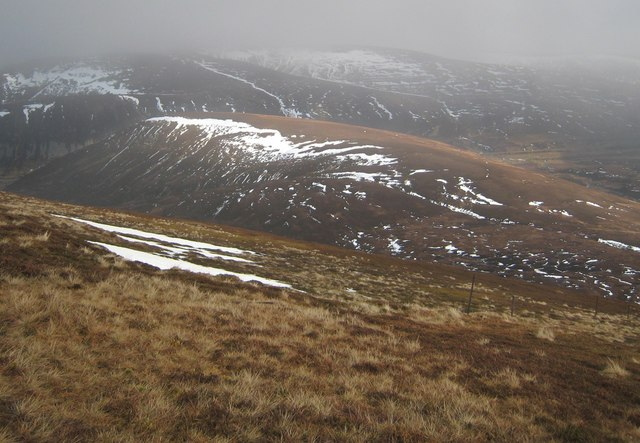
Der Boar of Badenoch vom Gipfel des A’ Mharconaich aus gesehen.
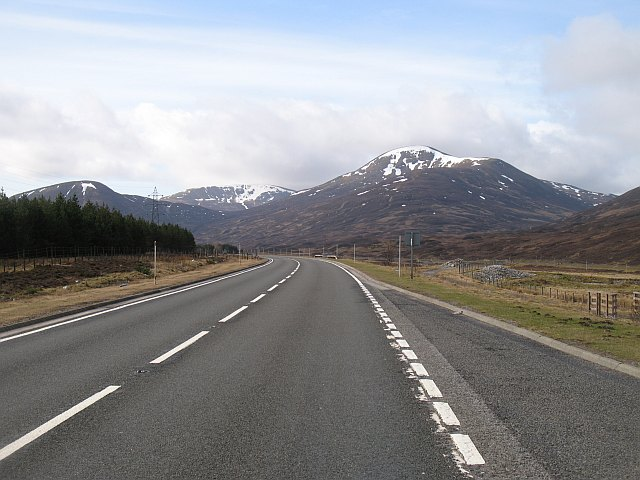
Blick von der A9 nördlich des Pass of Drumochter nach Süden, rechts der A’ Mharconaich, links der Vorgipfel An Torc